# Usui Kanta
Kanta Usui (sinh ngày 9 tháng 10 năm 1999) là một cầu thủ bóng đá người Nhật Bản.

## Sự nghiệp câu lạc bộ
Kanta Usui đã từng chơi cho Gamba Osaka.